# George Hutson
George William Hutson (ur. 22 grudnia 1889 w Lewes, zm. 14 września 1914 w Venizel) – brytyjski lekkoatleta (długodystansowiec), dwukrotny medalista olimpijski z 1912.
Zdobył brązowy medal w biegu na 5000 metrów na igrzyskach olimpijskich w 1912 w Sztokholmie (za Hannesem Kolehmainenem z Finlandii i Jeanem Bouinem z Francji). Drugi brązowy medal wywalczył w konkurencji biegu na 3000 metrów drużynowo. Konkurencja ta była rozgrywana według następujących reguł: w każdym z biegów brało udział po pięciu reprezentantów każdego z krajów. Pierwsi trzej zawodnicy z każdej reprezentacji byli zawodnikami punktowanymi, na zasadzie pierwsze miejsce = jeden punkt. Drużyna z najmniejszą liczbą punktów wygrywała. Drużyna brytyjska weszła do finału bez walki, ponieważ zgłosiło się tylko pięć zespołów, a rozegrano biegi eliminacyjne. W finale zajęła 3. miejsce, a Hutson indywidualnie był ósmy. Jego kolegami z drużyny byli: Joe Cottrill, Cyril Porter, Edward Owen i William Moore.
Hutson był mistrzem Wielkiej Brytanii (AAA) w biegu na milę w 1914 oraz w biegu na 4 mile w latach 1912–1914.
Podczas I wojny światowej służył jako sierżant w Royal Sussex Regiment. Poległ we wrześniu 1914 w bitwie nad Marną.